# Грб Соломонових Острва
Грб Соломонових Острва је званични хералдички симбол пацифичке државе Соломонова Острва. Грб се састоји од штита око којег се налазе крокодил и морски пас. Изнад штита је кацига са украсима, те стилизованим сунцем изнад.
Испод грба је трака са државним геслом „To lead is to serve“ (Владати је служити).